# Shannon Millerová
Shannon Millerová, celým jménem Shannon Lee Miller (* 10.  března 1977 Rolla, USA) je bývalá americká sportovní gymnastka, dvojnásobná olympijská vítězka z Letních olympijských her 1996 v Atlantě. Na LOH 1992 v Barceloně získala dvě stříbrné a tři bronzové medaile. Je rovněž držitelkou pěti zlatých medailí z Mistrovství světa v letech 1993 a 1994.

## Osobní život
V letech 1999–2006 byla poprvé vdaná. O dva roky později vstoupila do druhého manželství, do něhož se narodil syn.
V roce 2011 jí byla diagnostikována rakovina vaječníků, poté se podrobila chemoterapii. V roce 2013 se jí narodilo druhé dítě.